# دوري بابوا غينيا الجديدة لكرة القدم 2019
دوري بابوا غينيا الجديدة لكرة القدم 2019 (بالإنجليزية: 2019 Papua New Guinea National Soccer League)‏ هو الموسم 13 من  دوري بابوا غينيا الجديدة لكرة القدم. فاز فيه لاي سيتي.